# Václav Jandit
Václav Jandit, Jandyt, Jandýt, také (omylem) Jandyta, (dříve uváděno 1607, Horšovský Týn – 4. července 1669, Itálie, dnes však není jasné, zda tyto údaje skutečně patří Janditovi) byl jeden z nejzáhadnějších spisovatelů české barokní literatury. 
Dlouho se předpokládalo, že byl jezuita, to však bylo vyvráceno Josefem Vašicou, dnes se předpokládá, že se jednalo o diecézního kněze. Známo je o něm, že působil na dvoře toskánského velkovévody Giana Gastona Medicejského a jeho ženy Anny Marie, kterého učil češtině.

## Dílo
Jeho jediné známé dílo je česká mluvnice Gramatica linguae Boemicae (vyd. 1704, 1705, 1715, 1732, 1739 a 1753). Obsah mluvnice se v jednotlivých vydáních měnil, ale předmluva zůstávala víceméně stejná. Jandit v díle navázal na starší mluvnice Jiřího Konstance, Matěje Václava Šteyera, Václava Jana Rosy. Objevuje se zde snaha o jazykový purismus. Vedle gramatiky zde Jandit sepisuje základy psaní divadelních her, dopisů, překladů a základy konverzace v dobré společnosti.